# Futtsu
Futtsu (富津市, Futtsu-shi) est une ville située au sud-ouest de la préfecture de Chiba, sur la côte est du chenal d'Uraga qui donne accès à la grande baie de Tokyo, au Japon.

## Géographie

### Situation
Futtsu est située dans le sud-ouest de la péninsule de Bōsō, au niveau du cap Futtsu.

### Municipalités limitrophes
| baie de Tokyo | Kimitsu | Kimitsu  |
| baie de Tokyo | Futtsu  | Kimitsu  |
| baie de Tokyo | Kyonan  | Kamogawa |

### Démographie
En 2010, la population de Futtsu était de 48 038 habitants, répartis sur une superficie de 205,35 km2. En janvier 2021, la population était de 42 392 habitants.

### Topographie
Le mont Saga occupe une partie du territoire de Futtsu. Le mont Nokogiri est situé au sud de la ville.

## Histoire
À l'époque d'Edo, le territoire de Futtsu appartenait au domaine de Sanuki. Le village moderne de Futtsu a été fondé le 1er avril 1889. Il obtient le statut de bourg le 1er décembre 1897, et de ville le 1er septembre 1971.

## Culture locale et patrimoine
- Kannon de la baie de Tokyo

## Transports
Futtsu est desservie par la ligne Uchibō de la JR East.

## Économie
L'économie de Futtsu repose sur la pêche, l'agriculture et le tourisme. 
De plus, une grande centrale électrique de la compagnie JERA est installée dans le port, ainsi qu'un terminal gazier pour recevoir les grands navires méthaniers qui apportent le gaz naturel liquéfié servant de combustible à la centrale, une des plus grandes au monde. L'électricité produite sert, entre autres, à alimenter les nombreuses industries situées plus au nord dans la région de la préfecture de Chiba, au nord-est de la baie de Tokyo.

## Jumelages
Futtsu est jumelée avec :
- Kōshū (Japon) depuis 1977
- Carlsbad (États-Unis) depuis 1988